# Pierre Sauvaire de Barthélémy
 (août 2015).
Pour les articles homonymes, voir Sauvaire et Barthélemy.
Pierre Sauvaire de Barthélémy est un écrivain et explorateur français né le 10 mai 1870 à Paris et mort le 28 octobre 1940 à Aubagne. Dernier membre de la famille De Barthélémy, il est le petit-fils d'Antoine Sauvaire de Barthélemy et hérite du titre de « marquis » à la mort de son oncle, Léon Sauvaire de Barthélémy.

## Biographie
De son nom complet François Pierre Sauvaire de Barthélémy, il naît le 10 mai 1870 à Paris.
Sa passion pour les voyages et la chasse l’amène à explorer des régions encore inconnues, une partie du Siam (Thaïlande), le nord du Laos, l’Annam septentrional et d’autres contrées.
De nombreux trophées et récits de parties de chasse sont exposés au château Barthélémy dans les Yvelines.
Il fait construire en Indochine et finance en grande partie le port de Cam-Ranh (qui devint plus tard une base navale militaire successivement française, japonaise, américaine, russe et enfin vietnamienne). Il ira jusqu'à acquérir un bateau à vapeur pour faire les allers-retours avec la France : le Mélita, stationné en Bretagne et avec des marins bretons. Cela lui donne l'occasion de voir sa sœur, Henriette de Tréveneuc, dans le domaine familiale de son beau-frère, Robert de Tréveneuc à Pommerio.
Pendant la Première Guerre mondiale, Pierre Sauvaire de Barthélémy est capitaine de cavalerie de la 5e brigade du 1er corps d'armée colonial. Il est blessé à Neufchâteau et reçoit deux croix de guerre avec Palme pour sa bravoure sur le champ de bataille. Il est également fait chevalier de la légion d'honneur par le décret du 20 novembre 1914 et reçoit l'ordre de Léopold avec croix de guerre belge[Quand ?].
En 1925, il est élu maire de Paray-Douaville,.
En remerciement de ses travaux en Indochine, il reçoit l’ordre impérial du dragon d’Annam[Quand ?] et est fait officier de la légion d’honneur par le décret du 11 août 1931 en qualité d'« ancien explorateur et colon en Indo-Chine ».
Il écrit également de nombreux livres sur l’Indochine (En Indo-Chine, Mon viel Annam et Au pays Moï), Hurel Garde et les Contes de Provence.
Au début de la Seconde Guerre mondiale, il souhaite combattre une nouvelle fois les Allemands mais n'est pas réintégré dans l’armée pour cause d’âge avancé. Il meurt le 28 octobre 1940 à Aubagne, à l'âge de 70 ans, et est inhumé au cimetière de Paray-Douaville.

## Publications
- Au Pays Moï, Plon-Nourrit et Cie, 1904, 255 p. (lire en ligne)
- Un lever de soleil sur Angkor-Thom, Marseille, Samat, 1922, 35 p. (ASIN B001BRZAAG)
- Mon vieil Annam. Ses bêtes, contes et récits de chasse  (préf. Pierre Berdoulat), Paris, Société d'éditions géographiques, maritimes et coloniales, 1925, XIV-254 p. (ASIN B006ID1ZHA)
- Contes de Provence  (ill. Robert Dor), Imprimerie sextienne d’Éditions, 1936, XI-167 p.
- Hurel Garde, Paris, 1935, 195 p.
- Un regain dans la jungle, Imprimerie sextienne d’Éditions, 1940 (ASIN B003Z1K38U)

## Distinctions
- Chevalier de la légion d'honneur (1914)
- Croix de guerre 1914-1918
- Officier de la légion d’honneur (1931)
- Ordre de Léopold
- Ordre du Dragon d'Annam